# 왕이구
왕이구(한국어: 왕익구, 중국어: 王益区, 병음: Wángyì Qū)는 중화인민공화국 산시성 퉁촨시의 현급 행정구역이다. 넓이는 162km2이고, 인구는 2007년 기준으로 210,000명이다.

## 행정 구역
4개 가도, 1개 진, 2개 향을 관할한다.
- 가도: 七一路街道, 红旗街街道, 桃园街道, 青年路街道.
- 진: 黄堡镇.
- 향: 王家河乡, 王益乡.